# Baja estatura psicosocial

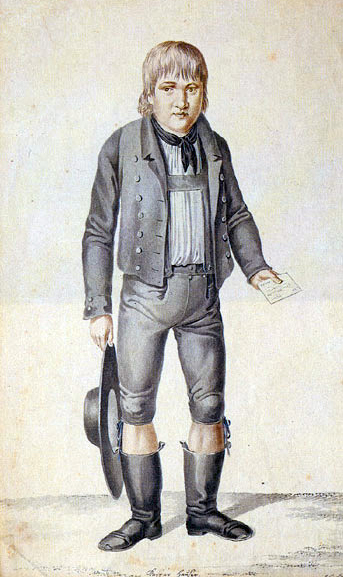
Imagen de Kaspar Hauser, adolescente alemán que creció en cautiverio y en completo aislamiento y padeció de enanismo psicogénico.

El trastorno del enanismo psicogénico es el nombre de una rara enfermedad que se manifiesta generalmente entre los 5 y los 10 años de edad, y en la que el paciente comienza a presentar enanismo y un proceso de estancamiento biológico (no llega a la pubertad).
Pese a que el descubrimiento de la enfermedad fue muy anterior, los motivos que la inducían y su curación no aparecieron hasta la década de los 80, cuando desde la Universidad de Oxford se hicieron pruebas científicas que concluyeron que el enanismo psicogénico era causado por el estrés infantil y los traumas habidos en este período, aunque la propensión a sufrirlo era mayor en caso de que el paciente presentara algún gen recesivo.
En general, la curación al enanismo psicogénico da buenos resultados, y se basa en una respuesta médica (generalmente mediante la ingestión de calcio) y psicológica (para cicatrizar la situación traumática que lleva a la enfermedad).